# Hellinsia chrysocomae
Hellinsia chrysocomae (tên tiếng Anh: Scarse Goldenrod Plume Moth) là một loài bướm đêm thuộc họ Pterophoridae. Loài này có ở Đảo Anh, Pháp, Đức, Thụy Sĩ và miền nam Nga.
Sải cánh dài khoảng 18 mm.
Ấu trùng ăn hoa và hạt của các loài Jacobaea vulgaris, Aster linosyris và Solidago virgaurea.